# 2002-es jégkorong-világbajnokság
A 2002-es jégkorong-világbajnokság a 66. világbajnokság volt, amelyet a Nemzetközi Jégkorongszövetség szervezett. A vb-ken a csapatok négy szinten vettek részt. A világbajnokságok végeredményei alapján alakult ki a 2003-as jégkorong-világbajnokság főcsoportjának illetve divízióinak mezőnye.

## Főcsoport
A főcsoport világbajnokságát 16 csapat részvételével április 26. és május 11. között rendezték Svédországban.
- Szlovákia – Világbajnok
- Oroszország
- Svédország
- Finnország
- Csehország
- Kanada
- Egyesült Államok
- Németország
- Ukrajna
- Svájc
- Lettország
- Ausztria
- Szlovénia
- Lengyelország – Kiesett a divízió I-be
- Olaszország – Kiesett a divízió I-be
- Japán*

* – Japán 2003 februárjában egy távol-keleti selejtezőt játszott Kína ellen, amelyet megnyert, így Japán bentmaradt a főcsoportban.

## Divízió I
A divízió I-es jégkorong-világbajnokság A csoportját Eindhovenben, Hollandiában, a B csoportját Székesfehérváron és Dunaújvárosban, Magyarországon április 14. és 20. között rendezték.
| A csoport - Fehéroroszország – Feljutott a főcsoportba - Franciaország - Kazahsztán - Hollandia - Horvátország - Dél-Korea – Kiesett a divízió II-be | B csoport - Dánia – Feljutott a főcsoportba - Magyarország - Norvégia - Nagy-Britannia - Románia - Kína – Kiesett a divízió II-be |

## Divízió II
A divízió II-es jégkorong-világbajnokság A csoportját Fokvárosban, Dél-afrikai Köztársaságban március 31. és április 6. között, a B csoportját Újvidéken, Jugoszláviában március 25. és 31. között rendezték.
| A csoport - Észtország – Feljutott a divízió I-be - Belgium - Izrael - Ausztrália - Dél-afrikai Köztársaság - Törökország – Kiesett a divízió III-ba | B csoport - Litvánia – Feljutott a divízió I-be - Jugoszlávia - Spanyolország - Bulgária - Izland - Luxemburg – Kiesett a divízió III-ba |

## Divízió II, selejtező
A divízió II-es jégkorong-világbajnokság selejtezőjét Mexikóvárosban, Mexikóban rendezték április 11. és 13. között.
- Észak-Korea – Feljutott a divízió II-be
- Mexikó – Feljutott a divízió II-be
- Új-Zéland